# 大分短期大学
大分短期大学（おおいたたんきだいがく、英語: Oita Junior College）は、大分県大分市千代町3-3-8に本部を置く日本の私立大学。1964年創立、1964年大学設置。大学の略称は大短。

## 概観

### 大学全体
- 大分県大分市に所在する日本の私立短期大学で、設置主体は 学校法人平松学園[1]。
- 1964年に英語科のみの1学科、入学定員100名体制で開学[2]。1967年に園芸科を増設し[3]、2学科体制となるが、現在は後に設置された園芸科のみとなっており、入学定員40名[4]。

### 建学の精神（校訓・理念・学是）
- 教育理念は「基礎・技術・応用」である。

### 教育および研究
- 九州地方で唯一の農学系の学科をもつ短大であり、日本全国でも少数の園芸系学科を有する。園芸科のみの単科短大であるが、農学・林学・ガーデニングやフラワーデザインなど様々なジャンルにおける科目があるのが特徴である。

### 学風および特色
- 1学年の定員が40名程度の小規模短大である。年度により多少の違いはあるが、在学生は概ね農業高等学校をはじめ実業系高等学校の出身者が多い傾向にある。近年は、四年制大学への編入学や公務員といった進路を希望する生徒が、全体の割合として増えていることを背景に、普通高校からの出身の学生も多く在籍している。
- 学生の出身高校は概ね九州地方(沖縄も含む)が大多数を占めている。しかし、前項の理由があり、九州地方及び本州、四国地方からの出身者も目立つ。

## 沿革
- 1964年
  - 1月25日 左記を以て文部省[注 1]より短期大学の設置が認可される[5]。
  - 4月1日 大分短期大学が以下の学科体制にて開学する[6]。
    - 英語科 入学定員100名。

  - 5月1日 学生数[7]/定員
    - 英語科 女37[注 2]/100[8]
- 1965年
  - 5月1日 学生数[9]/定員
    - 英語科 女62/200
- 1966年 鉄筋5階建て校舎竣工。
- 1967年
  - 4月1日 以下の学科を増設する[10]。
    - 園芸科 入学定員40名。

  - 5月1日 学生数[11]/定員
    - 英語科 女94/200
    - 園芸科 37[注 3]/40
- 1968年
  - 5月1日 学生数[注 4]/定員
    - 英語科 78[注 5]/200
    - 園芸科 80[注 6]/80
- 1973年
  - 4月1日 この度をもって英語科の学生募集を終了とする[注 7]。
  - 5月1日 学生数[15]/定員
    - 英語科 不明/200
    - 園芸科 45[注 8]/M
- 1999年
  - 5月1日 学生数[16]/定員
    - 園芸科 97[注 9]/M
- 2004年
  - 10月31日 左記を以て英語科を正式に廃止[17]。
- 2013年 - 校舎リフォーム
- 2016年 一般財団法人短期大学基準協会による第三者認証の結果、適格と認定される[18]。

## 基礎データ

### 所在地
- 大分県大分市千代町3-3-8

### 交通アクセス
- 最寄駅は、 JR九州日豊本線大分駅。同駅より、「別府方面」行きのバスで「新川」停留所で下車、徒歩約3分。徒歩では、概ね15分程度かかる。

### 象徴
- カレッジマークは「大分」の「大」を模ったものである[19]。

## 教育および研究

### 組織

#### 学科
- 園芸科 入学定員40名
  - 園芸コース 園芸栽培（花卉、野菜、果樹に分かれる）、花卉装飾、造園、畜産、園芸療法の、農学コースには農学専攻、林学専攻の履修ガイドライン（ゾーン）がある。
  - 農学コース
    - 農学専攻
    - 林学専攻[注 10]

##### 過去にあった学科
- 英語科 入学定員100名[注 11]

##### 設置計画のあった学科
- 保育科 入学定員40名[注 12]
- ほか勤労学生のために、1965年度に夜間英語科などの増設する計画があった[注 13]。

#### 専攻科
- なし

#### 別科
- なし

#### 附属機関
- 滝尾農場（滝尾実験実習場）
- 柞原（いすはら）農場（柞原実験実習場）
  - ツバキ品種保存園
- 机張原（きちょうばる）農場（机張原実験実習場）
- 野津原（のつはる）研修所
- 学生集会所
- 園芸・造園教育研究センター
- バイオ実験施設

### 取得可能資格
資格
- 園芸療法士
- 生活園芸士
- 飯田深雪アートフラワー免許
- 生花小原流准教授免許状
- フラワーデザイナーほか

教職課程
- かつてあった英語科に中学校教諭二級免許状（英語）が設置されていた[注 14]。

### 研究
- 『研究紀要』[25]
- 『ヤブツバキ(Camellia Japonica)における同質4倍体品種の育成』[26]ほか。

## 学生生活
- 学園祭と体育祭は毎年、概ね10月〜11月に行われている。

## 施設

### 寮
- ｢大洲寮｣と称した女子寮がある。

## 対外関係

### 系列校
- 大分東明高等学校・向陽中学校
- 大分臨床検査技師専門学校
- 大分臨床工学技士専門学校
- 大分リハビリテーション専門学校
- 大分歯科専門学校
- 大分介護福祉士専門学校
- 千代町幼稚園
- 城南幼稚園
- 明野第一幼稚園

## 社会との関わり
- 「第18回ヤンマー学生懸賞論文」にて、本短大の学生が入賞している。
- 「第24回ヤンマー学生懸賞論文・作文」にて、本短大の学生が銀賞と銅賞に入賞している。
- 2007年秋に九州石油ドームで行われたプレ国体イベント『花いっぱいでおもてなしガーデニング大会』に作品を出展した。「めじろん」と称した大分国体のマスコットを作成している。
- 「グリーンアカデミー」と称した公開講座が行われている。

## 卒業後の進路について

### 編入学・進学実績
- これまでの実績では、岐阜大学・静岡大学・島根大学・愛媛大学・佐賀大学・鹿児島大学・東京農業大学・九州国際大学・南九州大学などがある。